# El Djazaïr II
 (septembre 2019).
Si vous disposez d'ouvrages ou d'articles de référence ou si vous connaissez des sites web de qualité traitant du thème abordé ici, merci de compléter l'article en donnant les références utiles à sa vérifiabilité et en les liant à la section « Notes et références ».
El Djazaïr II est un ferry algérien de la compagnie maritime Algérie Ferries mis en service en 2005 sur les lignes entre l'Algérie, la France et l'Espagne.

## Caractéristiques
Le ferry mesure 146,6 mètres de longueur pour 24 mètres de largeur. Il a une capacité de 1 320 passagers et est pourvu d'un garage pouvant contenir 300 véhicules. Le garage est accessible par deux portes rampes, une à la proue et une à la poupe. La propulsion d'El Djazaïr II est assurée par 2 moteurs Wartsila Diesel de type Wartsila 8L20 C2 et 4 moteurs auxiliaires de type Wartsila 8L20 C2 pour une puissance de 2 X 12 600 KW faisant filer le navire à une vitesse de 23,5 nœuds. Le navire dispose de 10 embarcations de sauvetage ouvertes, six de taille moyenne et quatre de petites taille.
El Djazaïr II dispose d'un équipage de 120 membres qui s'occupent des machines et des services aux voyageurs.